# Швейцарская ривьера
Швейцарская или Ваадтская ривьера (фр. Riviera vaudoise) — условное название полосы прибрежных курортов, расположенных вдоль северного берега Женевского озера на территории кантона Во (южный берег с Тононом принадлежит Франции). В узком смысле под ривьерой понимают только курорты на северо-востоке озера, к востоку от Лозанны.
Благодаря тому, что Альпы защищают её от холодных северных ветров, микроклимат у самой кромки озера носит почти субтропический характер, поэтому набережные часто усажены пальмами, а окрестные холмы отданы под виноградники. Террасные виноградники Лаво входят в список объектов Всемирного наследия ЮНЕСКО в Швейцарии. У самого озера держится много водоплавающей птицы (чайки, нырки, лебеди, утки).
Неофициальная столица швейцарской Ривьеры — небольшой городок Монтрё у восточной оконечности озера. Другие курорты — Веве, Вильнёв, Лютри, Ньон, Вернье; между ними расположены более мелкие города и деревни. Благодаря тому, что вершины Альп покрыты снегом, относительно недалеко расположены и горнолыжные курорты — Виллар, Лезен, Шампери. Одна из главных достопримечательностей — Шильонский замок, расположенный на островке у берега между Монтрё и Вильнёвом.
Швейцарская ривьера ещё в XIX веке получила репутацию излюбленного места отдыха монархов и аристократов. На космополитичных курортах Швейцарской ривьеры в XIX веке жили многие известные русские: П. И. Чайковский, П. А. Вяземский, Ф. И. Тютчев, Ф. М. Достоевский и др. В послевоенное время Швейцарскую ривьеру избрали своим постоянным местом проживания В. В. Набоков, Хорхе Луис Борхес, Чарли Чаплин, Грэм Грин, Джоан Сазерленд, Николай Гедда и др. 

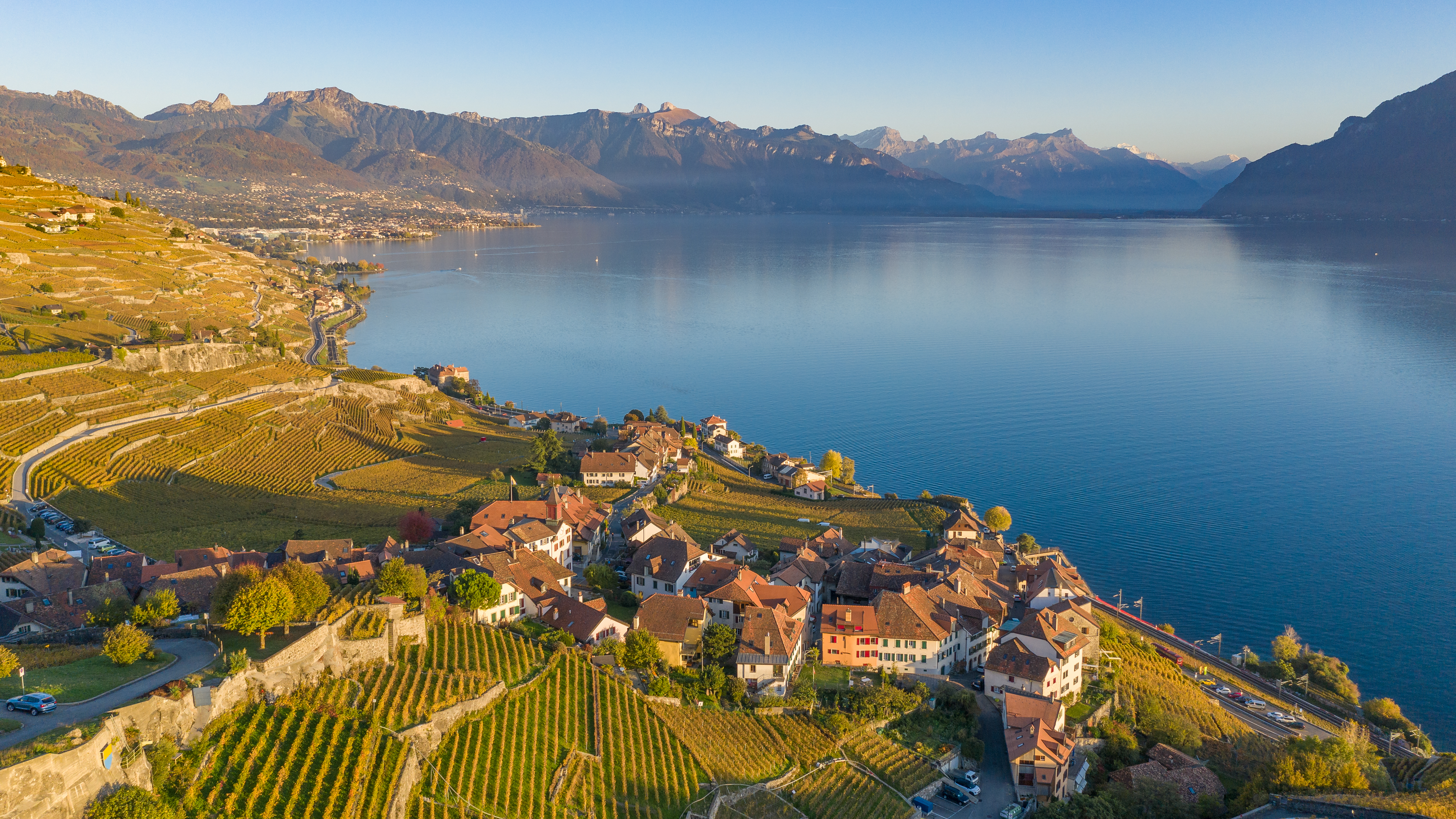
Виноградники Лаво
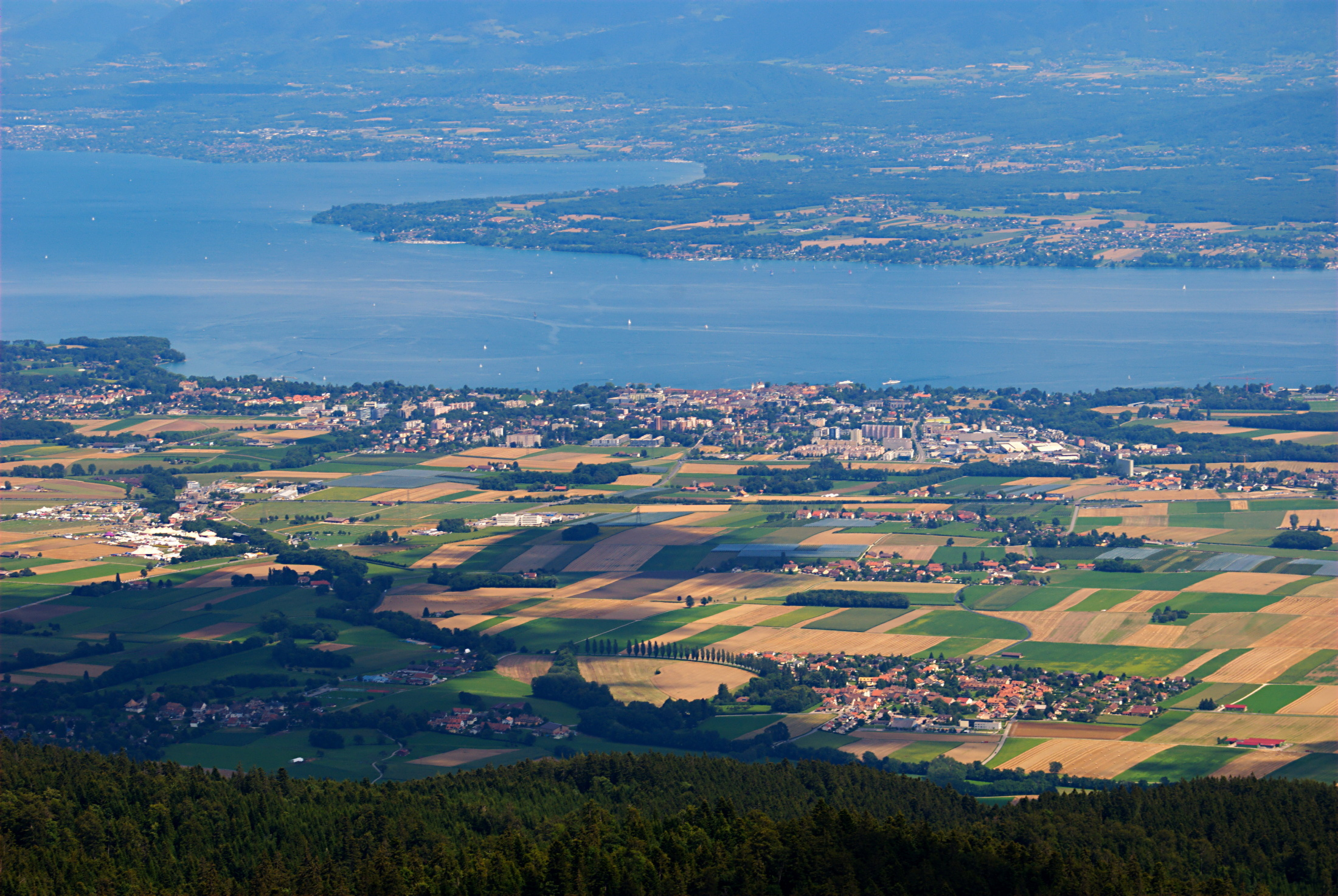
Окрестности Ньона
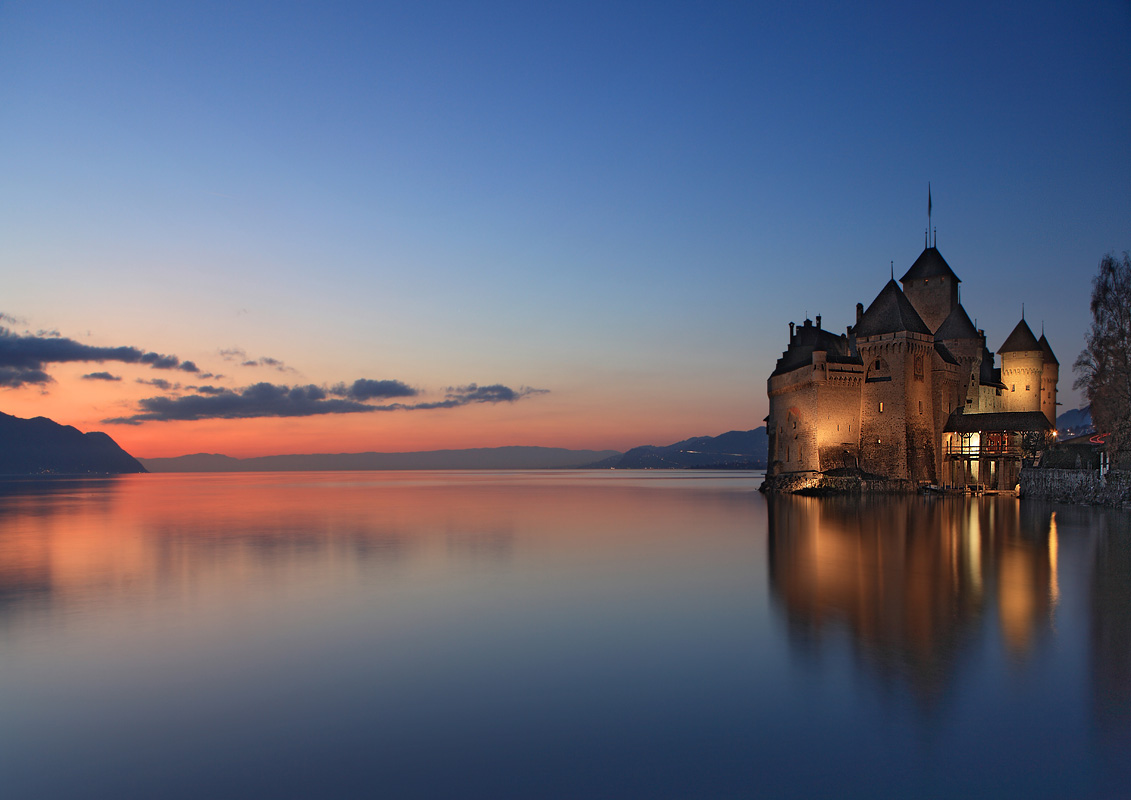
Вид на Шильонский замок